# Stefan Skowronek
Stefan Skowronek (ur. 16 stycznia 1928 w Przeworsku, zm. 11 czerwca 2019) – polski historyk, archeolog i filolog klasyczny, ekspert numizmatyki starożytnej, prorektor Wyższej Szkoły Pedagogicznej w latach 1984–1987.

## Życiorys
Jego ojciec był z zawodu rusznikarzem. Miał dwie siostry: Zofię i Marię. Szkołę powszechną ukończył w rodzinnym Przeworsku. Uczęszczał na tajne komplety podczas okupacji. W 1944 zdał małą maturę, a następnie uczęszczał do Liceum Humanistycznego w Przeworsku, które ukończył w 1946. Studiował w latach 1946–1953 na Uniwersytecie Jagiellońskim trzy kierunki: historię, archeologię i filologię klasyczną. W 1952 uzyskał magisterium z filologii klasycznej. Jeszcze w trakcie studiów został zatrudniony jako młodszy asystent na UJ, w Katedrze Historii Starożytnej. Od 1951 pracował w Muzeum Narodowym w Krakowie.  Był kierownikiem Gabinetu Numizmatycznego MNK od 1958 do 1971. W 1965 obronił doktorat. W 1969 roku rozpoczął pracę w Wyższej Szkole Pedagogicznej, gdzie pełnił m.in. funkcję prodziekana Wydziału Humanistycznego, dziekana tegoż wydziału i prorektora uczelni (1984-1987). Brał udział w pracach archeologicznych prowadzonych przez polską misję badawczą Kazimierza Michałowskiego w Egipcie. W latach 80. na krótko zrezygnował z pracy w Muzeum, został jednak ponownie zatrudniony w 1988 i pracował tam do przejścia na emeryturę w 2009.
W 1978 został doktorem habilitowanym. W roku 1995 otrzymał tytuł profesora nauk humanistycznych. Członek Komisji Archeologicznej Polskiej Akademii Nauk. Był promotorem prac doktorskich Jerzego Ciecieląga i Marka Wilczyńskiego. Zasiadał w komitecie naukowym czasopisma "Notae Numismaticae".
Pochowany na cmentarzu wojskowym przy ul. Prandoty w Krakowie (kw. LXXIX-6-42).

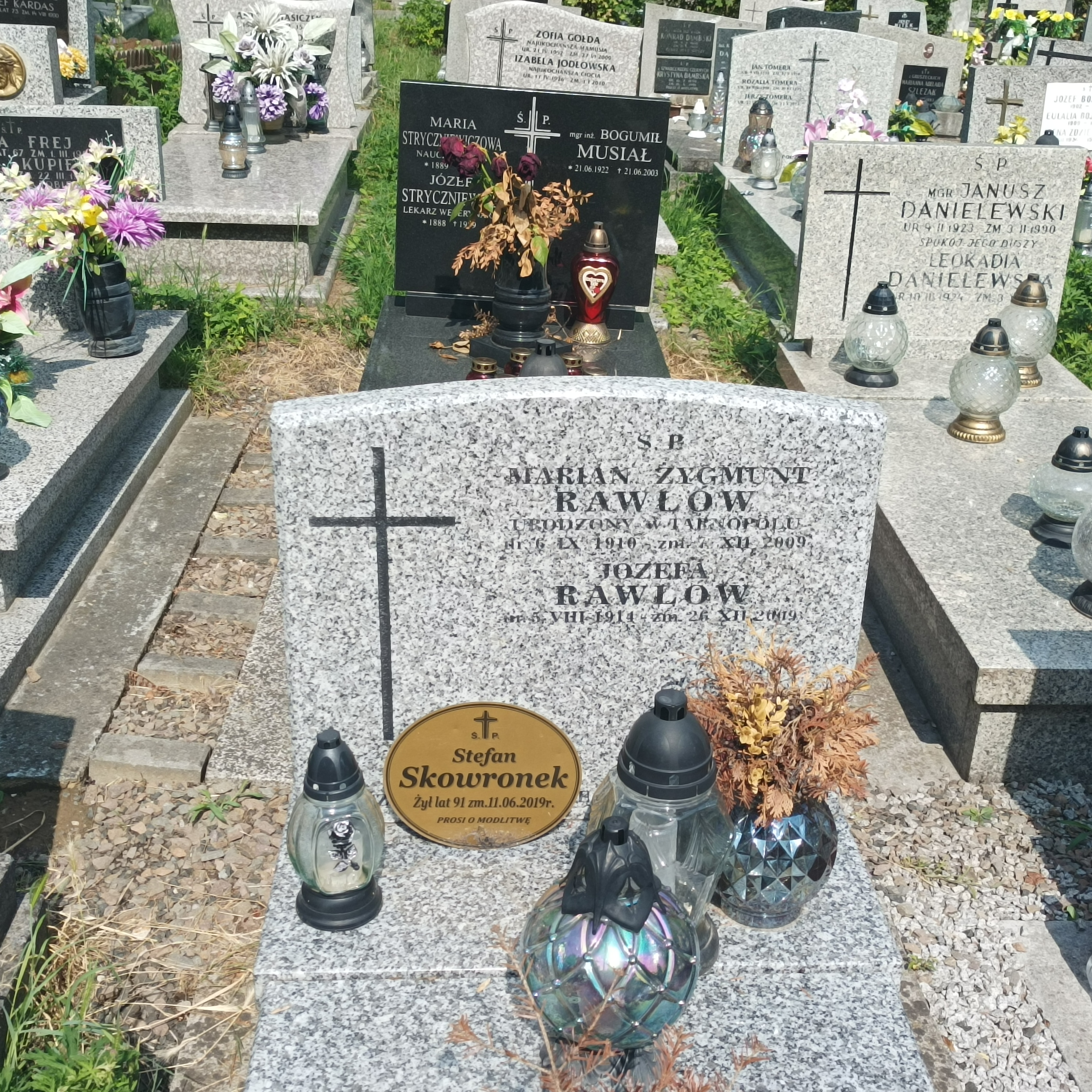
Grób prof. Stefana Skowronka na cmentarzu wojskowym przy ul. Prandoty w Krakowie

## Wybrane publikacje
- Przedstawienia kultowo-religijne na monetach Aleksandrii egipskiej I – III w. n.e., Kraków 1978.
- Mennictwo aleksandryjskie w okresie cesarstwa rzymskiego, Ossolineum 1982.
- Moneta w kulturze starożytnego judaizmu: spór o mennictwo Heroda Wielkiego, Kraków 1994.
- Ze studiów nad religią starożytnej Aleksandrii: wartości źródeł numizmatycznych i ich granice poznawcze, Warszawa 1994.

## Odznaczenia
- Krzyż Kawalerski Orderu Odrodzenia Polski (1979)[5]
- Złoty Krzyż Zasługi[1]
- Medal Komisji Edukacji Narodowej (1979)[5]
- Złota Odznaka AZS (1988)[5]